# Campeonato Mundial de Ciclismo en Ruta de 1980
Los Campeonatos del mundo de ciclismo en ruta de 1980 se disputaron entre el 30 de agosto y 31 de agosto de 1980 en Sallanches, Francia. Al ser año olímpico, todos los eventos olímpicos sirvieron como campeonatos del mundo, dejando sólo la carrera profesional de carretera y la prueba femenina por disputarse.

## Resultados
| Evento                     | Oro                        | Oro      | Plata                             | Plata | Bronce                         | Bronce |
| -------------------------- | -------------------------- | -------- | --------------------------------- | ----- | ------------------------------ | ------ |
| Pruebas masculinas         |                            |          |                                   |       |                                |        |
| Hombres - carrera en línea | Bernard Hinault Francia    | 7.32'16" | Gianbattista Baronchelli · Italia | 1'1"  | Juan Fernández Martín · España | 4'25"  |
| Pruebas femeninas          |                            |          |                                   |       |                                |        |
| Mujeres - carrera en línea | Beth Heiden Estados Unidos | 1.45'15" | Tuulikki Jahre · Suecia           | m.t.  | Mandy Jones Reino Unido        | m.t.   |